# برونو سيزار
برونو سيزار (بالبرتغالية: Bruno César) لاعب كرة قدم برازيلي الجنسية و لاعب نادي سبورتينغ لشبونة الحالي.

## مولده
ولد اللاعب برونو سيزار في عام 1988 في مدينه ساو باولو البرازيليه

## البداية مع باهيا
استهل برونو سيزار مشواره الكروي بتمثيل نادي باهيا ونادي ساوباولو وبالميراس وجريميو منذ عام 2005 في درجتي الناشئين والشباب ولعب لأندية أولبرا ونوريستي وسانتو أندري 2009 ـ 2010 قبل أن يلتحق بـنادي كورنثيانز البرازيلي الذي كان يضم نجم الهجوم البرازيلي المعروف رونالدو ونال سيزار جوائز أفضلية في صناعة اللعب ، وواصل مشواره مع كرونثيانز

## الانتقال إلى أوروبا
وفي منتصف عام 2011 الذي انتقل من خلاله إلى الاحتراف في أوروبا بصفوف نادي بنفيكا البرتغالي وحقق في مشواره مع بنفيكا نجاحات كبيرة جعلت الصحف البرازيلية تختاره كأفضل لاعب برازيلي في الدوري البرتغالي وشارك برونو سيزار مع بنفيكا في خمس عشرة لقاء في مسابقة دوري أبطال أوروبا كما حقق مع بنفيكا كأس الرابطة والمركز الثاني في الدوري البرتغالي لموسم 2011 وكان محط اهتمام أندية أوروبية عريقة مثل نادي مارسيليا وباريس سان جيرمان وميلان الإيطالي وأنجي الروسي

## احصائيات اللاعب
| النادي      | الموسم         | الدوري المحلي | الدوري المحلي | الكاس المحلي | الكاس المحلي | كاس الدوري | كاس الدوري | البطولة القارية | البطولة القارية | مباريات اخره | مباريات اخره | المجموع   | المجموع |
| النادي      | الموسم         | صناعة هدف     | اهداف         | صناعة هدف    | اهداف        | صناعة هدف  | اهداف      | صناعة هدف       | اهداف           | صناعة هدف    | اهداف        | صناعة هدف | اهداف   |
| ----------- | -------------- | ------------- | ------------- | ------------ | ------------ | ---------- | ---------- | --------------- | --------------- | ------------ | ------------ | --------- | ------- |
| نوريستي     | 2009           | –             | –             | –            | –            | –          | –          | 12              | 1               | -            | -            | 12        | 1       |
| نوريستي     | المجموع        | –             | –             | –            | –            | –          | –          | 12              | 1               | -            | -            | 12        | 1       |
| سانتو أندري | 2009           | 2             | 1             | 0            | 0            | 0          | 0          | 0               | 0               | –            | –            | 2         | 1       |
| سانتو أندري | 2010           | –             | –             | –            | –            | –          | –          | 21              | 7               | 0            | 0            | 21        | 7       |
| سانتو أندري | المجموع        | 2             | 1             | –            | –            | –          | –          | 21              | 7               | 0            | 0            | 23        | 8       |
| كورينثيانز  | 2010           | 31            | 14            | –            | –            | –          | –          | –               | –               | 0            | 0            | 31        | 14      |
| كورينثيانز  | 2011           | –             | –             | –            | –            | 1          | 0          | 18              | 1               | 0            | 0            | 19        | 1       |
| كورينثيانز  | المجموع        | 31            | 14            | –            | –            | 1          | 0          | 18              | 1               | 0            | 0            | 50        | 15      |
| بنفيكا      | 2011–12        | 25            | 8             | 2            | 1            | 10         | 2          | -               | -               | 1            | 0            | 38        | 11      |
| بنفيكا      | المجموع        | 25            | 8             | 2            | 1            | 10         | 2          | -               | -               | 1            | 0            | 38        | 11      |
| الاهلي      | 2012– إلى الآن | 8             | 3             | 4            | 2            | 0          | 0          | 7               | 3               | –            | –            | 0         | 19      |
| الاهلي      | المجموع        | 8             | 3             | 4            | 2            | 0          | 0          | 7               | 3               | –            | –            | 0         | 19      |
| المجموع     | المجموع        | 57            | 22            | 2            | 1            | 11         | 2          | 51              | 9               | 1            | 0            | 122       | 37      |

## الاستدعاء للمنتخب البرازيلي
تلقى سيزار أول استدعاء دولي من البرازيل من المدرب مانو مينيزس لمباريتان دوليه وديه ضد الغابون ومصر
وانتهت المباريتان بفوز المنتخب البرازيلي 2-0
| المباريات الدولية والأهداف | المباريات الدولية والأهداف | المباريات الدولية والأهداف | المباريات الدولية والأهداف | المباريات الدولية والأهداف | المباريات الدولية والأهداف | المباريات الدولية والأهداف |
| #                          | التاريخ                    | الملعب                     | الخصم                      | النتيجة                    | هدف                        | البطولة                    |
| 2011                       | 2011                       | 2011                       | 2011                       | 2011                       | 2011                       | 2011                       |
| -------------------------- | -------------------------- | -------------------------- | -------------------------- | -------------------------- | -------------------------- | -------------------------- |
| 1.                         | 10 نوفمبر 2011             | ملعب دانغونج,الغابون       | الغابون                    | 0–2                        | 0                          | مباراة ودية                |
| 2.                         | 14 نوفمبر 2011             | استاذ احمد بن علي، قطر     | مصر                        | 0–2                        | 0                          | مباراة ودية                |

## الإنجازات على مستوى الأندية
بنفيكا
لقب *كأس رابطة الاندية البرتغالية: 2011–12
اللعب للنادي الاهلي

## وصلات خارجية
- برونو سيزار على موقع الاتحاد الأوربي (الإنجليزية)
- برونو سيزار على موقع قاعدة بيانات كرة القدم.إي يو (الإنجليزية)
- برونو سيزار على موقع ناشيونال فوتبول تيمز (الإنجليزية)
- برونو سيزار على موقع Soccerway.com (الإنجليزية)
- برونو سيزار على موقع AS.com (الإسبانية)

- Timaopedia
- ogol.com.br
- Cesar's profile